# 서강로 (광주)
서강로(Seogang-ro)는 광주광역시 북구 운암동 에서 북구 매곡동 본촌교처로 를 잇는 광주광역시의 도로이다. 

## 주요 경유지
광주광역시
- 북구 (운암동)

## 노선
| 이름              | 접속 노선                        | 소재지     | 소재지 | 소재지 | 비고 |
| ----------------- | -------------------------------- | ---------- | ------ | ------ | ---- |
| (이름없음)        | 광주광역시도 제50호선 (하남대로) | 광주광역시 | 북구   | 운암동 |      |
| 운암고가          |                                  | 광주광역시 | 북구   | 운암동 |      |
| 서강정보대 교차로 | 서강로54번길                     | 광주광역시 | 북구   | 운암동 |      |
| 예술고 교차로     | 국도 제1호선 (북문대로)          | 광주광역시 | 북구   | 운암동 |      |
| 운천교            |                                  | 광주광역시 | 북구   | 운암동 |      |
| 반촌 교차로       | 광주광역시도 제36호선 (하서로)   | 광주광역시 | 북구   | 운암동 |      |

## 주요 건물 및 시설
- 서강중학교 (서강로 1/운암동 산 154-1)
- 서강고등학교 (서강로 1/운암동 789-1)
- 서강대학교 (서강로 1/운암동 789-1)
- GS25 서영대학교점 (서강로 53/운암동 885-43)
- SK텔레콤 Tworld 광주모바일 대리점 운암점 (서강로 94/운암동 1030-3)
- 운암3동 행정복지센터 (서강로 129/운암동 1054-10)
- CU 운암모아점 (서강로 171/운암동 228)